# Tót atyafiak
A Tót atyafiak Mikszáth Kálmán 1881-ben írt novelláskötete. A négy történet főhősei tótok, vagyis a Felvidéken élő szlovák népcsoport tagjai, elsősorban átlagos falusi emberek. Az elbeszélések stílusa a realizmus és a romantika határmezsgyéjén mozog és számos népies, népmesei elem is megtalálható benne. A Tót atyafiak és A jó palócok novelláskötete hozta meg Mikszáth számára az első komoly irodalmi sikereket.

## Műfaja, stílusa
A Tót atyafiak műfaja elbeszélés, a cím a középpontba helyezett népcsoportra utal. A cselekmény ideje a történetek legnagyobb részében az író saját korában játszódik. Az író első művei még tükrözték Jókai Mór munkásságának hatását, de később eltávolodott az úri-nemesi romantika stílusától és főszereplővé a vidék egyszerű embereit, jobbágyokat, pásztorokat tette. A novellákban használt fontos írói eszköz a szabad függő beszéd alkalmazása, ezzel az író megelőzte korát, ugyanis ez a fajta elbeszélési módszer csak a 20. században terjedt el. A négy novella hangneme változatos: míg az Arany-kisasszony ironikus, az Az a fekete folt tragikus, a Lapaj, a híres dudás szentimentális és a Jasztrabék pusztulása komikus. A történetek előadásmódja, elbeszélői hangja kedélyes, adomázó. Nem tárgyilagos, személytelen hangvételben adja elő a történeteket, hanem egy népi mesemondó stílusában. Az anekdotázás fontos szerepet játszik a novellaciklusban, a történetmesélés folyamatát rövid, tréfás, csattanós kitérők, epizódok szakítják meg. Mikszáth írásainak nyelvezete a korábbi romantikus művekhez képest közel áll a korabeli beszélt nyelvhez. 

## Szereplői
A novelláskötet főszereplői egyszerű emberek, ugyanakkor erős erkölcsi tartással rendelkeznek. Az író szeretettel és megértéssel ír esendő hőseiről, és ábrázolja érzelmeiket, gondolataikat. A Tót atyafiak szereplői között sok a magányos, különc ember. Az író fontos újítása a parasztábrázolás, előtte kevesen helyezték főszerepbe a vidék egyszerű származású lakosait és első magyar íróként ábrázolja realistán, a valósághoz közelállóan a vidéki embereket. Nem jeleníti meg a szegénységet és a nyomort, nem állítja középpontba a társadalmi problémákat, a novellák mégis többről szólnak, mint egy falusi idill lefestése, sokszor súlyos tragédiák húzódnak meg a háttérben.

## Összehasonlítás a Jó palócokkal

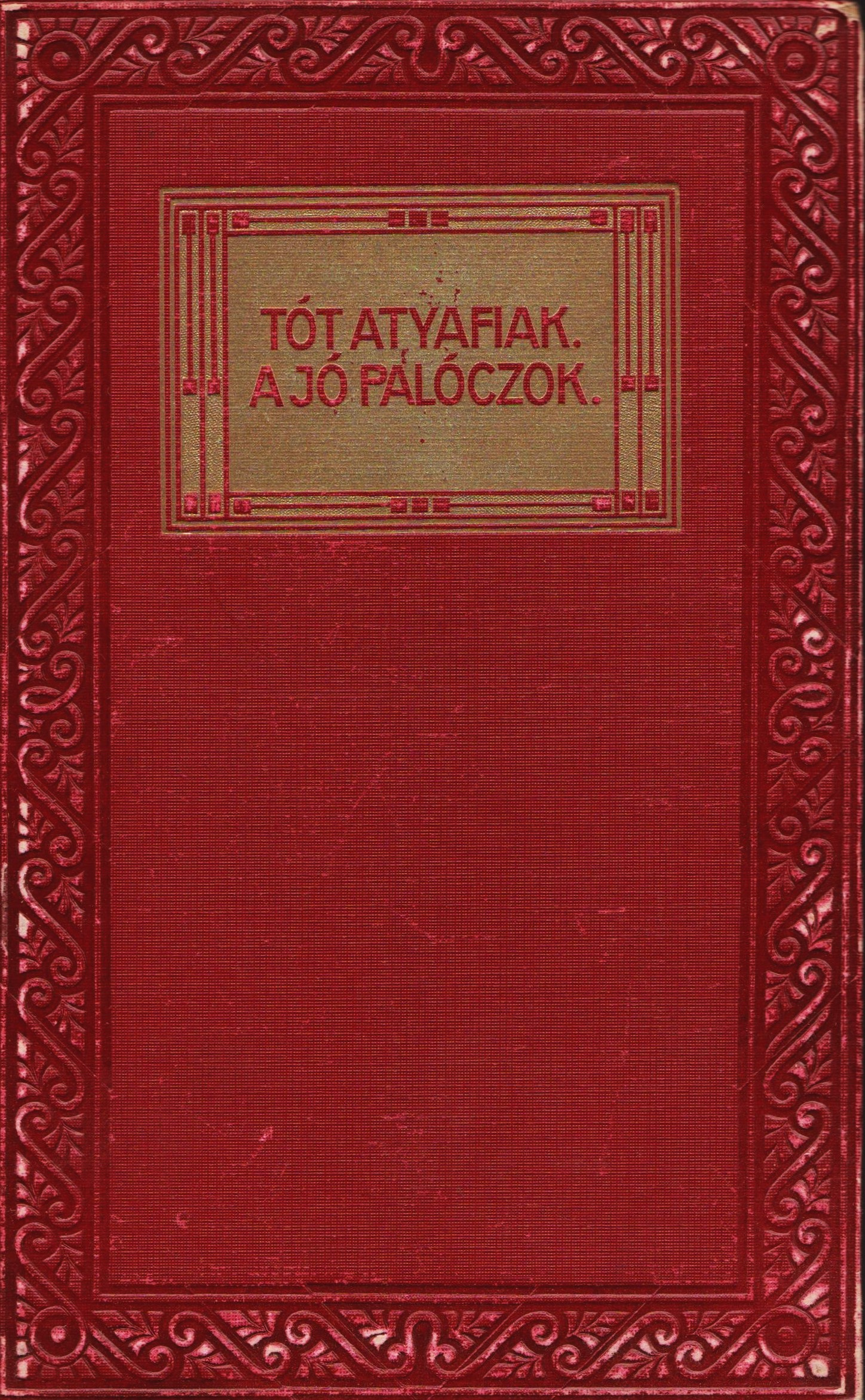
A novelláskötet borítója

A Jó palócok és a Tót atyafiak történetei egyaránt az író szülőföldjén, a Felvidéken játszódnak, csak míg az előbbi a magyar, utóbbi a tót közösség életét, hagyományait, gondolkodásmódját mutatja be. A két novelláskötet hasonló terjedelemben íródott, de míg a Tót atyafiakban 4, nagyobb lélegzetvételű, tájleíró részeket is tartalmazó történet található, addig az egy évvel később megjelent Jó palócok 15 rövidebb, tömörebb novellát tartalmaz és a történetszálak gyakran nem lineárisak.

## A novellák
| #  | Cím                   | Főszereplő                          | Helyszín         |
| -- | --------------------- | ----------------------------------- | ---------------- |
| 1. | Az arany kisasszony   | Mirkovszki Miklós, Csemez Krisztina | Selmecbánya      |
| 2. | Az a fekete folt      | Olej Tamás                          | Brezina (falu)   |
| 3. | Lapaj, a híres dudás  | Lapaj Istók                         | Brezina (falu)   |
| 4. | Jasztrabék pusztulása | Gerge István                        | Szatmár vármegye |

## Cselekmény[7]
Az arany-kisasszony

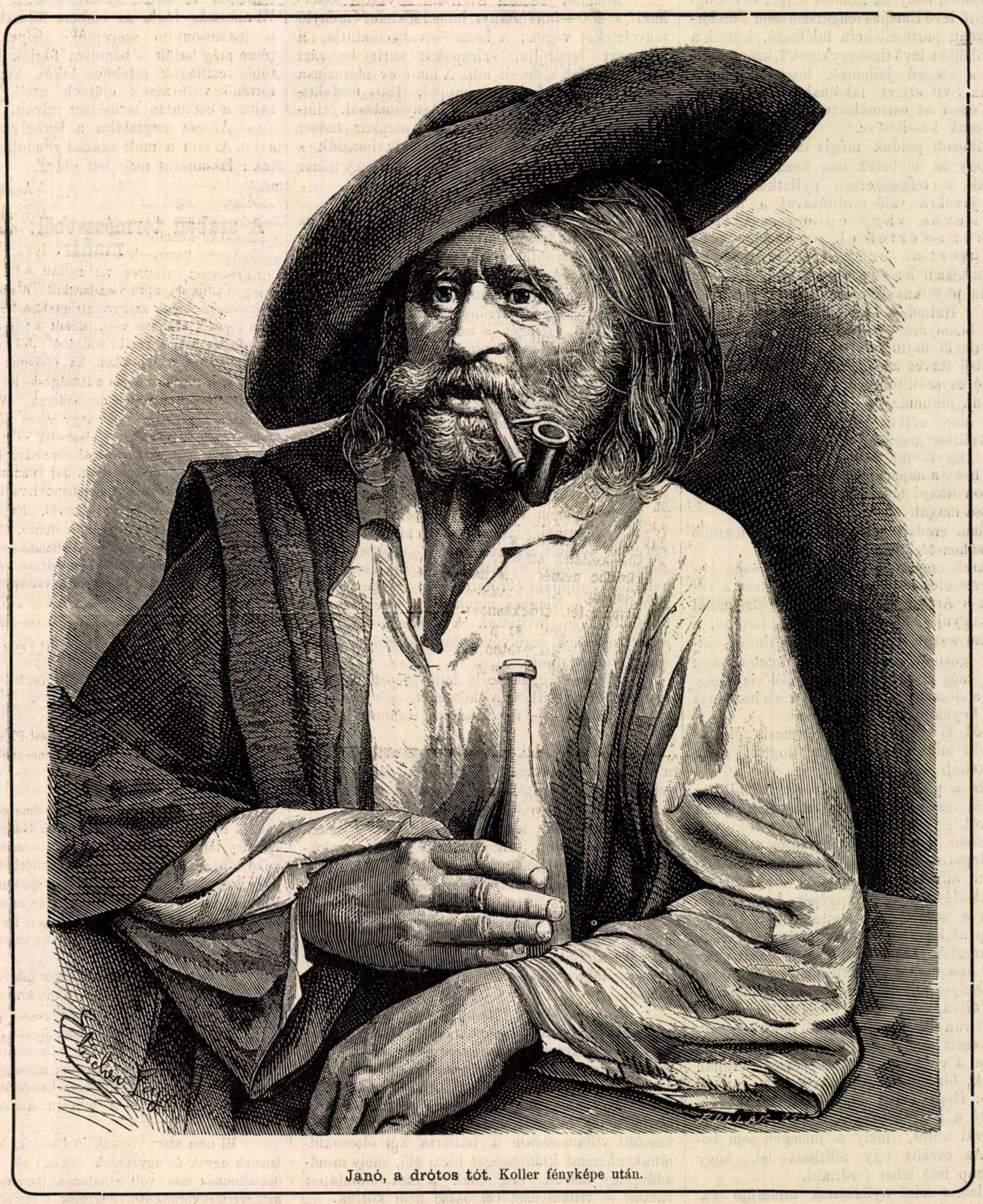
Drótostót ábrázolása 1882-ből

A novelláskötet első története tulajdonképpen a hagyományos elbeszélő próza paródiája, ennek sajátosságait gúnyolja ki komikus, ironikus eszközökkel. A történet szerint két selmecbányai fiatal, Mirkovszki Miklós és Csemez Krisztina össze szeretnének házasodni, azonban a lány apja csak azzal a feltétellel egyezik bele a frigybe, ha a vőlegény annyi aranyat hoz, amennyi mátkája súlya. A fiatalember elindul Amerikába aranyat bányászni, a hölgy pedig fogyókúrázik, de az idő telik, az apa meghal, a lány pártában marad, a vőlegény pedig nem kerül elő.
Az a fekete folt
A novella a brezinai juhász, Olej Tamás tragikus történetét beszéli el, a korabeli közönség ezt a művet értékelte a legpozitívabb kritikával. A főszereplő az emberektől elzártan él lányával, Anikával és bacsaként dolgozik, munkája a herceg, Taláry Pál birkanyájának őrzése. A szigorú erkölcsi érzékkel rendelkező pásztort a kicsapongó herceg ráveszi, hogy a nyáj és az akol tulajdonjogáért cserébe elcsábíthassa a lányát. Olej Tamás beleegyezik az alkuba, és később már hiába gondolja meg magát, az üzlet megköttetett. A bacsa lelkiismeret-furdalásától vezérelve felgyújtja az erkölcstelenül szerzett vagyont és világgá megy. A címbéli fekete folt egyszerre utal a leégett akol maradványaira és az Olej Tamás becsületén esett foltra.
Lapaj, a híres dudás
A történet első felében megismerhetjük a falusiak véleményét Lapaj Istókról, a dudásról, akit az emberek rideg, embergyűlölő személyiségként ismernek. A novella végére kiderül, hogy az előítélet hamis: Lapaj még a számára legfontosabb tárgyat, dudáját is képes eladni, hogy egy öngyilkosságot elkövető cselédlány árváját felnevelhesse.
Jasztrabék pusztulása
A Jasztrabék pusztulása komikus elbeszélés, amelyben a furfangos csendbiztos, Gerde István a babonás zsiványok félelmeit kihasználva fogja el a bűnözőket. Amikor a zsiványok bandájának vezetője, Jasztrab rálő és nem találja el, puskagolyót vesz elő zsebéből és úgy tesz mintha elkapta volna a lövedékeket.